# Eiskeller (Bad Gleichenberg)

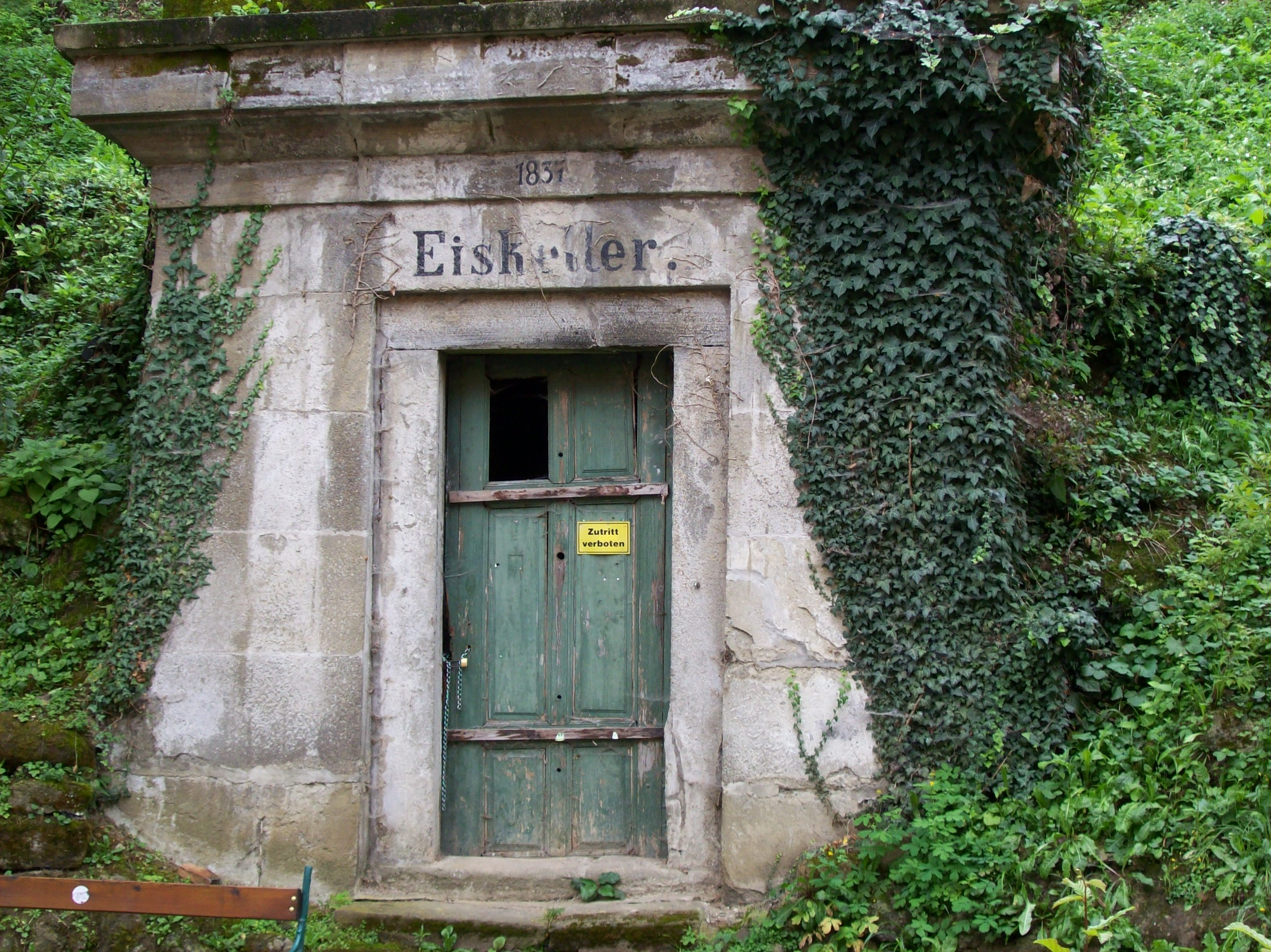
Eiskeller in Bad Gleichenberg (2007)

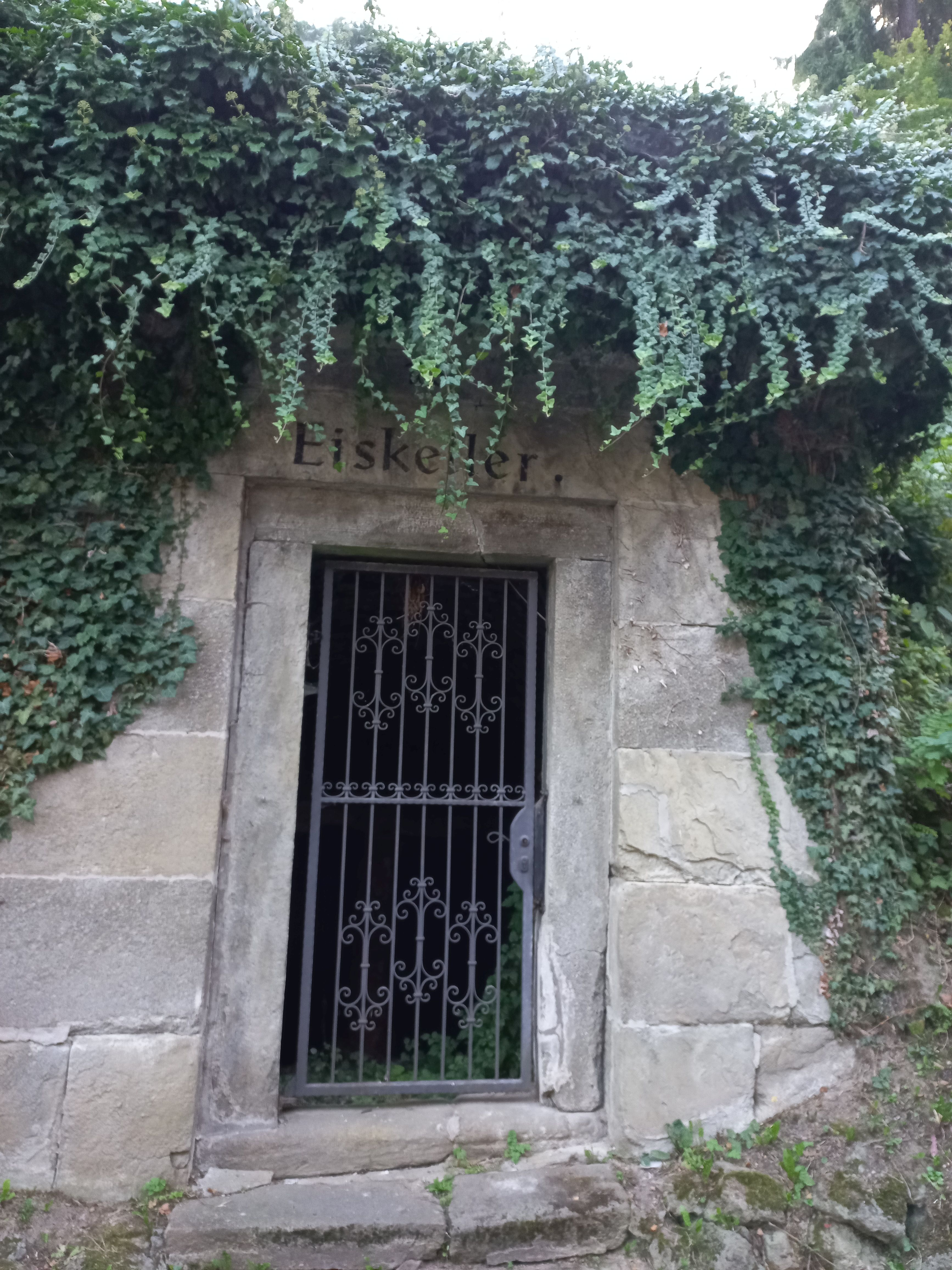
Eiskeller in Bad Gleichenberg (2021)

Der Eiskeller in Bad Gleichenberg ist eine historische unterirdische Eiskelleranlage und steht unter Denkmalschutz.

## Geschichte
Der Eiskeller wurde im Auftrag von Matthias Constantin Capello von Wickenburg (1797–1880), seit 1835 bis 1848 Gubernator des Herzogtums Steiermark, mit einem Portal im neuägyptischen Stil errichtet. Mit der Einführung von Kältemaschinen Ende des 19. Jahrhunderts wurden Eiskeller zur Lagerung von Natureis überflüssig.

## Bauwerk
Der Eiskeller liegt an der Oberen Brunnengasse im Zentrum von Bad Gleichenberg und ist nach Nordosten ausgerichtet. Der Eingang von Eiskellern wurde in dieser Zeit üblicherweise nach Norden ausgerichtet. Im Südwesten, oberhalb des Eiskellers, liegt wenige Meter entfernt die Villa Wickenburg.
Das Bauwerk wurde in den Trachythügel in Bad Gleichenberg gegraben und mit gebrannten Ziegeln ausgekleidet. Es diente ursprünglich der Lagerung von Natureis für die Sommermonate (Natureiskühlung), welches im Winter aus dem gefrorenen Sulzbach bzw. dem Klausenbach gewonnen wurde.
Auf dem Portal ist die Jahreszahl 1837 eingraviert.